# 兵庫県道301号本郷東浜谷線
兵庫県道301号本郷東浜谷線（ひょうごけんどう301ごう ほんごうひがしはまだにせん）は、兵庫県丹波篠山市を通る一般県道である。

## 概要
丹波篠山市本郷の村落からかなりの勾配で登り御嶽と小金ヶ嶽の間の鞍部であるおおたわ峠を越え、市街地の丹波篠山市東浜谷に至る。峠で多紀連山縦走路と交差し展望台・水場・駐車場を備えた公園やフォレストアドベンチャー丹波ささやまがある。

### 路線データ
- 起点：丹波篠山市本郷（兵庫県道300号本郷藤坂線交点）
- 終点：丹波篠山市東浜谷（岡野小学校北交差点、兵庫県道140号長安寺篠山線交点）
- 総延長：15.932 km

## 路線状況

### 道路施設

#### 橋梁
- 新宮橋（藤岡川、丹波篠山市）

## 地理

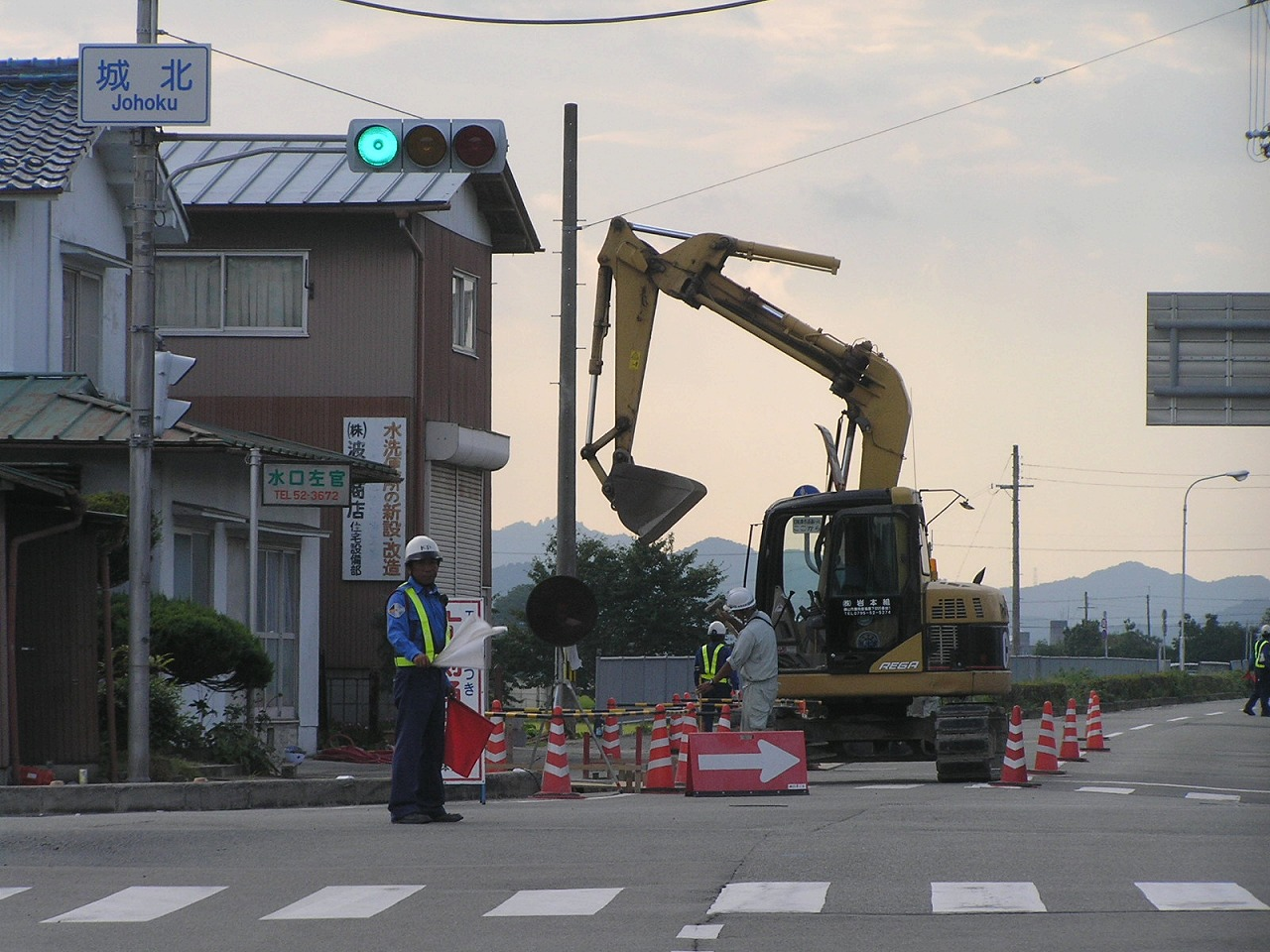
丹波篠山市黒岡
城北交差点（2007年8月）

### 通過する自治体
- 丹波篠山市

### 交差する道路
| 交差する道路              | 交差する場所 | 交差する場所              |
| ------------------------- | ------------ | ------------------------- |
| 兵庫県道300号本郷藤坂線   | 本郷         | 起点                      |
| 兵庫県道508号瀬利小田中線 | 奥畑         |                           |
| 兵庫県道305号瀬利八上上線 | 瀬利         |                           |
| 兵庫県道544号丸山南新町線 | 黒岡         | 城北交差点                |
| 兵庫県道140号長安寺篠山線 | 東浜谷       | 岡野小学校北交差点 / 終点 |

### 沿線
- 畑郵便局
- 兵庫県立篠山鳳鳴高等学校
- 丹波篠山市立城北畑小学校
- 篠山警察署
- 兵庫県立篠山産業高等学校
- 丹波篠山市立岡野小学校